# 民主進歩同盟 (ベナン)
民主進歩同盟（みんしゅしんぽどうめい、英語: Alliance for Democracy and Progress, フランス語: Alliance pour la Démocratie et le Progrès, ADP）は、ベナンにあった政党。

## 歴史
憲法をめぐる国民投票への反対運動のために1990年にGédéon Dassoundoによって組織された政党である。しかし、改正案は93%の賛成で可決された。
1991年の議会選挙では、社会再生民主連合（英語: Democratic Union for Social Renewal, UDRS）と連携して選挙を戦い、2議席を獲得した。
1995年の議会選挙では単独で戦い、1.4%の得票で1議席を得たが、1995年の議会選挙ではその議席を失った。